# Campbellsburg (Kentucky)
Campbellsburg es una ciudad ubicada en el condado de Henry en el estado estadounidense de Kentucky. En el Censo de 2010 tenía una población de 813 habitantes y una densidad poblacional de 197,8 personas por km².

## Geografía
Campbellsburg se encuentra ubicada en las coordenadas 38°30′49″N 85°13′55″O / 38.51361, -85.23194. Según la Oficina del Censo de los Estados Unidos, Campbellsburg tiene una superficie total de 4.11 km², de la cual 4.01 km² corresponden a tierra firme y (2.46%) 0.1 km² es agua.

## Demografía
Según el censo de 2010, había 813 personas residiendo en Campbellsburg. La densidad de población era de 197,8 hab./km². De los 813 habitantes, Campbellsburg estaba compuesto por el 95.33% blancos, el 2.09% eran afroamericanos, el 0.12% eran amerindios, el 0.37% eran asiáticos, el 0% eran isleños del Pacífico, el 0.12% eran de otras razas y el 1.97% pertenecían a dos o más razas. Del total de la población el 0.62% eran hispanos o latinos de cualquier raza.